# Antoine Waechter
Pour les articles homonymes, voir Waechter.
Antoine Waechter, né le 11 février 1949 à Mulhouse (Haut-Rhin), est un homme politique français, membre du Mouvement écologiste indépendant (MEI). Il est le candidat des Verts à l'élection présidentielle de 1988 et député européen de 1989 à 1991.

## Biographie
Né à Mulhouse, Antoine Waechter s'investit très tôt dans la défense de la nature et des animaux (son père est boucher, ce qui expliquerait, selon lui, son engagement précoce). Il fonde à 16 ans, en 1965, la section mulhousienne des Jeunes Amis des animaux.
Il mène une thèse de doctorat en psychophysiologie portant sur « l'éthologie et l’écologie de la fouine »,. À partir de 1967, il se bat en faveur de la préservation de la faune et des zones naturelles : réintroduction des castors en Alsace, bataille pour la Vanoise en 1970, remise en question de plusieurs chantiers routiers ou industriels, fondation du premier conservatoire des sites régionaux en 1976. Il devient président départemental puis secrétaire régional de la Fédération alsacienne des associations de protection de la Nature (AFRPN).
Docteur en biologie écologie de l’université de Strasbourg, Antoine Waechter dirige un bureau d’étude spécialisé dans l’environnement depuis 1978.
En 1973, il participe à l'émergence du premier mouvement politique écologiste en France : Écologie et Survie, avec Solange Fernex et Henri Jenn. Il contribue à la création du Mouvement écologique, fondé à la suite de la candidature de René Dumont à l'élection présidentielle de 1974. Il en deviendra le président (1977), le transformera en Coordination interrégionale des mouvements écologistes, structure porteuse de la liste Europe Écologie en 1979. Il sera ainsi membre du Mouvement d'écologie politique, qui se transformera en Les Verts Parti écologiste en 1982 et contribuera à la fusion qui donnera naissance aux Verts en 1984.
Minoritaire entre 1984 et 1986, il devient l'un des porte-parole du parti en 1986.
Figure la plus voyante de la motion « L'écologie n'est pas à marier » qui remporte la majorité à l'assemblée générale des Verts de 1986 en réaffirmant la stricte autonomie et indépendance idéologique et électorale du mouvement, après les tentations d'accord à la « gauche de la gauche » menées par Yves Cochet et la majorité qui suit la fondation des Verts, Antoine Waechter est une des figures les plus marquantes du parti écologiste jusqu'à son départ en 1994.

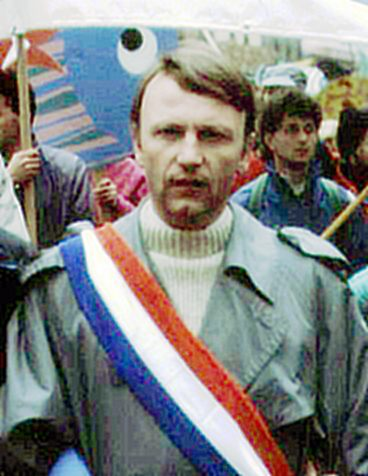
Antoine Waechter en 1989, lors d'une manifestation au Puy-en-Velay en septembre 1989 contre le barrage de Serre de la Fare.

Il est le candidat des Verts à la présidence de la République à l'élection de 1988. Il y obtient 3,78 % des suffrages exprimés, arrivant derrière André Lajoinie (PCF) et devant Pierre Juquin (communiste dissident) et Arlette Laguiller (LO).
En mars 1989, il est élu conseiller municipal de Mulhouse, alors que Les Verts percent dans les grandes villes. Trois mois plus tard, en juin, la liste qu'il conduit aux élections européennes obtient 10,8 % (1 922 945 voix) et neuf sièges ; c'est le meilleur résultat jamais obtenu par les Verts à cette élection jusqu'en 2009. Il est élu député européen.
Aux élections régionales de 1992, Les Verts et Génération écologie de Brice Lalonde obtiennent chacun environ 7 % au niveau national : Waechter est élu conseiller régional d'Alsace.
À l'assemblée générale du parti à Lille en 1993, la motion qu'il soutient est mise en minorité et c'est Dominique Voynet qui devient la porte-parole la plus influente du mouvement. Il s'oppose aux alliances électorales que la motion opposée veut conclure dès le premier tour avec la gauche dans les élections au scrutin majoritaire.
Il quitte les Verts en 1994 et fonde le Mouvement écologiste indépendant (MEI). Ce parti ne réussira pas à reprendre aux Verts l'image de l'écologie politique en France. Cependant, il fait parler de lui lors des élections législatives de 1997 en diffusant un clip dans lequel il est interviewé par un homme déguisé en castor. En 1999, en pleine campagne pour les élections européennes, une polémique éclate au sein du MEI au sujet de la proximité d'Antoine Waechter avec deux proches de la Nouvelle Droite, Laurent Ozon et Edward Goldsmith, ce dernier étant accusé par des militants du MEI de « délires ésotérico-mystiques »,.
Antoine Waechter ne parvient pas à se présenter à l'élection présidentielle de 1995, recueillant un peu moins que les 500 parrainages d’élus requis. Alors qu'il est à nouveau choisi comme candidat par le MEI pour la présidentielle de 2007, il se prononce en faveur d'une candidature de Nicolas Hulot, avant, finalement, de soutenir au premier tour la candidature du centriste François Bayrou.
En 2005, il appelle à voter « oui » au référendum français sur le traité établissant une constitution pour l'Europe alors qu’une majorité de son parti se prononce en faveur du « non » dans une consultation interne. Il fait remplacer ses opposants au conseil national, ce qui entraîne de nouveaux départs d'adhérents et de responsables, et il fait campagne en participant à des réunions publiques organisées par la droite.
Antoine Waechter garde cependant une visibilité dans sa région en Alsace, où la liste du MEI qu'il mène aux élections régionales de 2004 obtient plus de 7 % des suffrages, les Verts ayant renoncé à se présenter pour s'intégrer à la liste du Parti socialiste.
Aux élections européennes de 2009, après l'échec d'une négociation avec Europe Écologie, le MEI est à l’origine de la naissance de l'Alliance écologiste indépendante (AEI), avec Génération écologie et La France en action. L'AEI réunit 3,63 % des suffrages exprimés au niveau national, contre 16,28 % à Europe Écologie.
En novembre 2009, le MEI conclut un accord pour les élections régionales avec Europe Écologie en Alsace et dans le Nord-Pas-de-Calais. Deuxième de liste dans le Haut-Rhin derrière la porte-parole des Verts Djamila Sonzogni, et avec plusieurs places éligibles réservées à son parti en cas de victoire ; il est élu au second tour, après avoir accepté une fusion avec la liste du Parti socialiste.
Antoine Waechter est désigné par le conseil national du MEI comme candidat à l’élection présidentielle de 2017, ; il obtient onze parrainages sur les 500 requis pour pouvoir se présenter. Il figure en dernière position de la liste « Urgence écologie » de Génération écologie pour les élections européennes de 2019. Aux élections régionales de 2021 en Bourgogne-Franche-Comté, il passe un accord avec la liste Les Républicains-Debout la France menée par Gilles Platret ; il soutient également Valérie Pécresse en région Île-de-France.
Il est de nouveau candidat à l'élection présidentielle de 2022, « au-delà de la droite et de la gauche », mais n'obtient que sept parrainages,. Lors des élections législatives anticipées de 2024, il se présente avec son colistier Sébastien Brossard dans la 3e circonscription du Haut-Rhin et est éliminé au premier tour avec 2,79% des suffrages, devançant la candidate écologiste du parti Équinoxe, Gaëlle Cressin.

## Prises de position et idéologie
Dès le début des années 1970, Antoine Waechter estime que l'action écologiste doit dépasser le cadre des associations et se développer dans un véritable parti politique. C'est ainsi qu'il crée le mouvement Écologie et Survie en 1973. Face à Brice Lalonde qui préfère agir à travers des réseaux associatifs tels que Les Amis de la Terre, Waechter participe à la création du Mouvement d'écologie politique (MEP) puis participe à la création des Verts.
Il refuse toutefois d'inscrire ce parti dans la séparation traditionnelle gauche/droite sur l'échiquier politique. Jusqu'au début des années 1990, il parvient à maintenir les Verts dans une stratégie qui officiellement se place à égale distance entre la droite et la gauche. Lorsque la majorité du parti des Verts, maintenant l'idée que l'écologie politique est certes une nouvelle pensée politique, décide néanmoins de s'assumer comme héritière des combats historiques de la gauche et de n'accepter d'alliances qu'avec elle, Antoine Waechter, mis en minorité, fait scission et crée un nouveau parti, le Mouvement écologiste indépendant (MEI).
Il est influencé par le naturaliste suisse Robert Hainard, qu'il qualifie de « sans doute le meilleur philosophe contemporain de la Nature ».
Il affirme l'impossibilité d'une « croissance infinie dans un monde limité » et décrit les risques posés par l'explosion démographique, la mobilité accrue et les évolutions techniques non maîtrisées.
En 2022, il s'oppose au déploiement des éoliennes et défend le nucléaire, déclarant : « c'est une folie de vouloir réduire la part du nucléaire ! ».

## Détail des mandats et fonctions
- Député européen de 1989 à 1991 ; président de la commission parlementaire de développement régional et d'aménagement du territoire.
- Conseiller régional d'Alsace de 1986 à 1989, de 1992 à 1998 et de 2010 à 2015.
- Vice-président du Conseil régional d'Alsace de 1989 à 1991 et de 1992 à 1998.
- Conseiller municipal de Mulhouse de 1989 à 1994.
- Conseiller municipal de Fulleren depuis 2001.

## Filmographie
- Intervenant dans le film documentaire Éoliennes : Du rêve aux réalités (2021).

## Ouvrages
- Avec Fabien Niezgoda, Le Sens de l'écologie politique, Paris, Sang de la Terre, 2017.